# Премія Ворона
Премія Ворона (англ. Raven Award) — премія, яка входить як частина до премії Едгара Алана По. Лауреатом може бути письменник, редактор, рецензент, бібліотекар або, можливо, професіонал у галузі видавництва. Окрім репортерів і журналістів нагороджуються судово-медичні та загальні експерти. Також лауреатами можуть стати видавничі компанії, бібліотеки, книжкові магазини, музеї, історичні місця, журнали, телешоу, п'єс, театральні групи, товариства, асоціації, фестивалі чи з'їзди, які мають продемонструвати «видатні досягнення в детективному жанрі, проте поза межами творчого письма». Премія часто оприлюднюється в контексті щорічної премії Едгара, іноді має по декілька переможців упродовж року, в окремі роки її не присуджували.
Перша премія була присуджена у 1953 році. Її не завжди вручали щороку, проте з 1995 року це відбувалося щорічно.
| Рік         | Переможець                                                           | Пояснення |
| 1950-і роки | 1950-і роки                                                          | |
| ----------- | -------------------------------------------------------------------- | --- |
| 1953        | І. Гаймон мол. (E.T. Guymon Jr.)                                     | За його видатну бібліотеку таємничої літератури |
| 1954        | Гаррісон Стенфорд Мертленд (Harrison Stanford Martland)              | Медичний експерт на пенсії, округ Ессекс, штат Нью-Джерсі |
| 1954        | Том Лерер (Tom Lehrer)                                               | За свої пародії на кримінальну тему |
| 1954        | Доктор Томас А. Гонсалес (Dr. Thomas A. Gonzales)                    | Судовий медичний експерт у відставці, Нью-Йорк |
| 1957        | Дороті Кілгаллен (Dorothy Kilgallen)                                 | Читач року |
| 1959        | Франклін Делано Рузвельт (Franklin Delano Roosevelt)                 | Читач року, запропонований Елеонорою Рузвельт |
| 1959        | Frederic G. Melcher (Фредерік Д. Мелчер)                             | На честь 35 років роботи у Publishers Weekly |
| 1959        | Lawrence Blochman (Лоуренс Блохман)                                  | «За довгу і віддану службу» |
| 1960-і роки |                                                                      | |
| 1960        | Phyllis McGinley (Філліс Макгінлі)                                   | Фанат року |
| 1960        | Gail Patrick (Гейл Патрік)                                           | Виконавчий продюсер телесеріалу «Перрі Мейсон» |
| 1960        | Альфред Гічкок (Alfred Hitchcock)                                    | «За внесок у містичний жанр» |
| 1960        | Рей Бреннан (Ray Brennan)                                            | «За кримінальні репортажи» |
| 1961        | Ілка Чейз (Ilka Chase)                                               | Читач року |
| 1962        | Захисники (The Defenders)                                            | Телевізійний серіал |
| 1965        | Філіп Віттенберг (Philip Wittenberg)                                 | «За довгі роки добровільної служби» |
| 1965        | Д-р Мілтон Гелперн (Dr. Milton Helpern)                              | «За роботу в судовій медицині» |
| 1967        | Річард Воттс, молодший (Richard Watts Jr.)                           | Читач року |
| 1967        | Журнал Еллері Квіна (Ellery Queen's Mystery Magazine)                | На його 26-ту річницю як найкращого джерела таємничих історій |
| 1968        | Джоуї Адамс (Joey Adams)                                             | Читач року |
| 1971        | Джудіт Кріст (Judith Crist)                                          | Читач року |
| 1975        | CBS Radio Mystery Theater (CBS Radio Mystery Theater)                | Спродюсовано Гіманом Брауном |
| 1975        | Royal Shakespeare Company (Royal Shakespeare Company)                | Відродження виробництва |
| 1975        | Широка світова таємниця (Wide World Mystery)                         | ABC-TV |
| 1976        | Leo Margolies (Лео Марголіс)                                         | Редактор Mike Shayne Mystery Magazine |
| 1976        | Eddie Lawrence (Едді Лоуренс)                                        | Читач року |
| 1978        | Richard N. Hughes (Річард Н. Гьюз)                                   | За телевізійну програму «Я хранитель мого брата» |
| 1978        | Едвард Горі (Edward Gorey)                                           | Для декорацій, які він створив для вистави «Дракула» на Бродвеї                                                                                                   |
| 1978        | Денні Арнольд (Danny Arnold)                                         | Виконавчий продюсер сіткому Barney Miller |
| 1979        | Альберто Тедесчі (Alberto Tedeschi)                                  | Видавець Arnoldo Mondadori Editore оповідей |
| 1980        | Маппет-шоу (The Muppet Show)                                         | Епізод «Muppet Murders» |
| 1983        | Ісаак Башевіс Зінгер (Isaac Bashevis Singer)                         | Читач року |
| 1983        | Сільвія Портер (Sylvia Porter)                                       | Читач року |
| 1985        | Юдора Велті (Eudora Welty)                                           | Читач року |
| 1986        | Сюзі Оппенгеймер (Suzi Oppenheimer)                                  | Читач року |
| 1988        | Вінсент Прайс (Vincent Price)                                        | За значний акторський внесок |
| 1988        | Анджела Ленсбері (Angela Lansbury)                                   | За значний акторський внесок |
| 1989        | Shear Madness (Shear Madness)                                        | Найтриваліша вистава на Бродвеї |
| 1991        | Sarah Booth Conroy (Сара Бут Конрой)                                 | Читач року |
| 1991        | Carol Brener (Керол Бренер)                                          | За її вміння продавати книги громадськості |
| 1992        | Harold Q. Masur (Гарольд К. Масур)                                   | За роки служби в Товаристві письменників детективного жанру на посаді головного юрисконсульта                                                                     |
| 1993        | Білл Клінтон (Bill Clinton)                                          | Читач року |
| 1995        | Paul LeClerc (Пол Леклерк)                                           | Президент Нью-Йоркської публічної бібліотеки |
| 1996        | Бібліотека Америки (Library of America)                              | За публікацію зібраних творів Реймонда Чендлера |
| 1997        | Marvin Lachman (Марвін Лечман)                                       | |
| 1998        | Sylvia K. Burack (Сільвія К. Бурак)                                  | редактор часопису The Writer |
| 1999        | Стівен Бочко (Steven Bochco)                                         | за вклад у створення серіалів про поліцейських |
| 2000        | Harold Augenbraum (Гарольд Ойгенбраум)                               | директор New York Mercantile Library |
| 2001        | Enid Schantz, Tom Schantz (Енід Шанц, Том Шанц)                      | The Rue Morgue Press |
| 2002        | Barbara G. Peters (Барбара Дж. Петерс)                               | Книжковий магазин The Poisoned Pen |
| 2002        | Anthony Mason, Douglas Smith (Ентоні Мейсон, Дуглас Сміт)            | Кореспондент і продюсер «The Fine Print» у CBS Sunday Morning |
| 2002        | Charles Champlin (Чарльз Чамплін)                                    | Літературний критик Лос-Анджелес Таймс |
| 2003        | Edgar Allan Poe Museum (Музей Едгара Алан По)                        | Річмонд, Вірджинія |
| 2003        | Pat Thomas, Ed Thomas (Пет і Ед Томаси)                              | За проведення книжнього фестивалю містичної літератури, Орендж, Каліфорнія                                                                                        |
| 2003        | Otto Penzler (Отто Пензлер)                                          | За його книгарню детективної літератури |
| 2004        | Graydon Carter і Vanity Fair (Грейдон Картер і часопис Vanity Fair)  | На знак визнання їх висвітлення справжніх злочинів |
| 2004        | Bowling Green State University (Державний університет Боулінг-Стейт) | Бібліотека досліджень популярної культури Рея та Пата Браунів, «на знак визнання її багаторічної роботи зі збирання та збереження детективної літератури»         |
| 2005        | Martha Farrington (Марта Фаррінгтон)                                 | Вбивство у книгарні Book, Х'юстон, Техас |
| 2005        | Diane Kovacs, Kara Robinson (Діана Ковакс, Кара Робінсон)            | Засновники DorothyL listserv |
| 2005        | Steve Oney (Стів Оней)                                               | Засновник радіо-театру Кейп-Код |
| 2006        | Joan Hansen (Джоан Гансен)                                           | Творець конференції «Люди таємниці» |
| 2006        | Bonnie Claeson, Joe Guglielmelli (Бонні Клейсон, Джо Гульєлмеллі)    | Засновники книгарні «Чорна орхідея» |
| 2007        | Kathy Harig, Tom Harig (Кеті Гаріг, Том Гаріг)                       | Книгарня Mystery Loves Company |
| 2007        | Mitchell Kaplan (Мітчелл Каплан)                                     | засновник компанії Books & Books |
| 2008        | Center for the Book (Книжковий центр)                                | Бібліотека Конгресу |
| 2009        | Edgar Allan Poe House and Museum (Будинок і музей Едгара Аллана По)  | Балтимор, Меріленд |
| 2010        | Richard Goldman, Mary Alice Gorman (Річард і Мері Аліса Горман)      | Книгарня любителів таємниць, Окмонт, Пенсильванія |
| 2010        | Zev Buffman (Зев Буффман)                                            | Міжнародний фестиваль письменників детективного жанру |
| 2011        | Pat Frovarp, Gary Shulze (Піт Фроварп, Гері Шульце)                  | Книгарня «Одного разу таємниці злочину», Міннеаполіс, Міннесота                                                                                                   |
| 2011        | Augie Aleksy (Огі Алексі)                                            | Книгарня «Століття і детективи» |
| 2012        | Molly Weston (Моллі Вестон)                                          | Заслужені таємниці |
| 2012        | Ed Kaufman (Ед Кауфмеан)                                             | М для детектива |
| 2013        | Mysterious Galaxy Bookstore (Книгарня «Загадкова галактика»)         | Сан Дієго, Каліфорнія |
| 2013        | Oline Cogdill (Олайн Когділл)                                        | Колумніст і критик |
| 2014        | Aunt Agatha's Bookstore (Книгарня тітки Агати)                       | Енн Ербор, Мічиган |
| 2015        | Kathryn Kennison (Кетрін Кеннісон)                                   | Велике вбивство |
| 2015        | Ruth and Jon Jordan (Рут і Джон Джордан)                             | Часопис «Кримінал» |
| 2016        | Margaret Kinsman (Маргарет Кінсмен)                                  | Наставник, викладач, науковець, виконавчий редактор «Підказки: Часопис викриттів»                                                                                 |
| 2016        | Sisters in Crime (Сестри в злочинності)                              | Організація жінок-авторів детективного жанру |
| 2017        | Dru Ann Love (Дрю Енн Лав)                                           | письменниця і редактор блогу Dru's Book Musings |
| 2018        | Kristopher Zgorski (Крістофер Згорскі)                               | Засновник оглядового блогу BOLO Books |
| 2018        | The Raven Bookstore                                                  | Лоуренс, Канзас |
| 2019        | Marilyn Stasio (Мерілін Стасіо)                                      | Кримінальний оглядач The New York Times Book Review |
| 2020        | Left Coast Crime (Злочин лівого узбережжя)                           | Волонтерська організація, яка щороку збирає гроші на підтримку місцевої організації грамотності за допомогою аукціонів, а також щорічного розіграшу Quilt Raffle. |
| 2021        | Malice Domestic                                                      | Щорічний з'їзд фанів |
| 2022        | Crime Writers of Color                                               | Едді Мюллер для Noir Alley і The Film Noir Foundation |